# مؤسسه اصلاحی لی
موسسه اصلاحی لی یک زندان استانی با امنیت شدید برای مردها می باشدکه در بیشاپویل، کارولینای جنوبی  قرار گرفته است. در روز ۱۵ آوریل ۲۰۱۸، ۷زندانی در ازدحام زندان اصلاحی لی به قتل رسیدند. این کشنده ترین ازدحام زندان های ایالات متحده آمریکا در ۲۵ سال پیشین بود.

## تاریخ
این مرکز در سال ۱۹۹۳ بازگشایی و افتتاح شد تا جانشینمؤسسه اصلاح و تربیت مرکزی از رده خارج گردیده شود که بیش از ۱۳۰ سال زندان اصلی ایالت بود.   در آن وقت لی مبلغ ۴۶ میلیون دلار برای ساخت هزینه نمود.  این زندان بنابراین گسترده ترین زندان با بیشترین امنیت برای مردها در سیستم استانی کارولینای جنوبی می باشد. بیشتر به نام مهیب ترین نیز نام برده می شود. 
پیش از ازدحام سال ۲۰۱۸ که مهیب ترین ازدحام زندان در آمریکا در ۲۵ سال پیشین بود، زندانی ها در دو اتفاق جداگردیده کنترل قسمت هایی از زندان را در دست گرفتند.  این زندان رزومه ای گسترده اتفاقات قهر آمیز داشته است.  
این ازدحام فرتابنده اعتصاب زندان های ایالات متحده در سال ۲۰۱۸ بود .